# Gran Premi d'Itàlia del 2013
El Gran Premi d'Itàlia de Fórmula 1 de la temporada 2013 s'ha disputat al Circuit de Monza, del 6 al 8 de setembre del 2013.

## Resultats de la qualificació
| Pos                 | No | Pilot               | Constructor          | Part 1   | Part 2   | Part 3   | Sortida |
| ------------------- | -- | ------------------- | -------------------- | -------- | -------- | -------- | ------- |
| 1                   | 1  | Sebastian Vettel    | Red Bull-Renault     | 1:24.319 | 1:23.977 | 1:23.755 | 1       |
| 2                   | 2  | Mark Webber         | Red Bull-Renault     | 1:24.923 | 1:24.263 | 1:23.968 | 2       |
| 3                   | 11 | Nico Hülkenberg     | Sauber-Ferrari       | 1:24.776 | 1:24.305 | 1:24.065 | 3       |
| 4                   | 4  | Felipe Massa        | Ferrari              | 1:24.950 | 1:24.479 | 1:24.132 | 4       |
| 5                   | 3  | Fernando Alonso     | Ferrari              | 1:24.661 | 1:24.227 | 1:24.142 | 5       |
| 6                   | 9  | Nico Rosberg        | Mercedes             | 1:24.527 | 1:24.393 | 1:24.192 | 6       |
| 7                   | 19 | Daniel Ricciardo    | Toro Rosso-Ferrari   | 1:24.655 | 1:24.290 | 1:24.209 | 7       |
| 8                   | 6  | Sergio Pérez        | McLaren-Mercedes     | 1:24.635 | 1:24.592 | 1:24.502 | 8       |
| 9                   | 5  | Jenson Button       | McLaren-Mercedes     | 1:24.739 | 1:24.563 | 1:24.515 | 9       |
| 10                  | 18 | Jean-Éric Vergne    | Toro Rosso-Ferrari   | 1:24.630 | 1:24.575 | 1:28.050 | 10      |
| 11                  | 7  | Kimi Räikkönen      | Lotus-Renault        | 1:24.819 | 1:24.610 |          | 11      |
| 12                  | 10 | Lewis Hamilton      | Mercedes             | 1:24.589 | 1:24.803 |          | 12      |
| 13                  | 8  | Romain Grosjean     | Lotus-Renault        | 1:24.737 | 1:24.848 |          | 13      |
| 14                  | 15 | Adrian Sutil        | Force India-Mercedes | 1:25.030 | 1:24.932 |          | 171     |
| 15                  | 16 | Pastor Maldonado    | Williams-Renault     | 1:24.905 | 1:25.011 |          | 14      |
| 16                  | 14 | Paul di Resta       | Force India-Mercedes | 1:25.009 | 1:25.077 |          | 15      |
| 17                  | 12 | Esteban Gutiérrez   | Sauber-Ferrari       | 1:25.226 |          |          | 16      |
| 18                  | 17 | Valtteri Bottas     | Williams-Renault     | 1:25.291 |          |          | 18      |
| 19                  | 21 | Giedo van der Garde | Caterham-Renault     | 1:26.406 |          |          | 19      |
| 20                  | 20 | Charles Pic         | Caterham-Renault     | 1:26.563 |          |          | 20      |
| 21                  | 22 | Jules Bianchi       | Marussia-Cosworth    | 1:27.085 |          |          | 21      |
| 22                  | 23 | Max Chilton         | Marussia-Cosworth    | 1:27.480 |          |          | 22      |
| 107% temps:1:30.221 |    |                     |                      |          |          |          |         |
| Font:               |    |                     |                      |          |          |          |         |

Notes:
- ^1  — Adrian Sutil ha estat penalitzat amb 3 posicions a la graella de sortida per entorpir l'intent de Lewis Hamilton.[2]

## Resultats de la Cursa
| Pos   | No | Pilot               | Constructor          | Voltes | Temps / Retirada | Pos.Sortida | Punts |
| ----- | -- | ------------------- | -------------------- | ------ | ---------------- | ----------- | ----- |
| 1     | 1  | Sebastian Vettel    | Red Bull-Renault     | 53     | 1h 18' 33. 352   | 1           | 25    |
| 2     | 3  | Fernando Alonso     | Ferrari              | 53     | + 5.467 s        | 5           | 18    |
| 3     | 2  | Mark Webber         | Red Bull-Renault     | 53     | + 6.350 s        | 2           | 15    |
| 4     | 4  | Felipe Massa        | Ferrari              | 53     | + 9.361 s        | 4           | 12    |
| 5     | 11 | Nico Hülkenberg     | Sauber-Ferrari       | 53     | + 10.355 s       | 3           | 10    |
| 6     | 9  | Nico Rosberg        | Mercedes             | 53     | + 10.999 s       | 6           | 8     |
| 7     | 19 | Daniel Ricciardo    | Toro Rosso-Ferrari   | 53     | + 32.329 s       | 7           | 6     |
| 8     | 8  | Romain Grosjean     | Lotus-Renault        | 53     | + 33.130 s       | 13          | 4     |
| 9     | 10 | Lewis Hamilton      | Mercedes             | 53     | + 33.527 s       | 12          | 2     |
| 10    | 5  | Jenson Button       | McLaren-Mercedes     | 53     | + 38.327 s       | 9           | 1     |
| 11    | 7  | Kimi Raikkonen      | Lotus-Renault        | 53     | + 38.695 s       | 11          |       |
| 12    | 6  | Sergio Pérez        | McLaren-Mercedes     | 53     | + 39.765 s       | 8           |       |
| 13    | 12 | Esteban Gutiérrez   | Sauber-Ferrari       | 53     | + 40.880 s       | 16          |       |
| 14    | 16 | Pastor Maldonado    | Williams-Renault     | 53     | + 49.085 s       | 14          |       |
| 15    | 17 | Valtteri Bottas     | Williams-Renault     | 53     | + 56.827 s       | 18          |       |
| 16    | 15 | Adrian Sutil        | Force India-Mercedes | 52     | Frens            | 17          |       |
| 17    | 20 | Charles Pic         | Caterham-Renault     | 52     | + 1 Volta        | 20          |       |
| 18    | 21 | Giedo van der Garde | Caterham-Renault     | 52     | + 1 Volta        | 19          |       |
| 19    | 22 | Jules Bianchi       | Marussia-Cosworth    | 52     | + 1 Volta        | 21          |       |
| 20    | 23 | Max Chilton         | Marussia-Cosworth    | 52     | + 1 Volta        | 22          |       |
| Ret   | 18 | Jean-Éric Vergne    | Toro Rosso-Ferrari   | 14     | Transmissió      | 10          |       |
| Ret   | 14 | Paul di Resta       | Force India-Mercedes | 0      | Col·lisió        | 15          |       |
| Font: |    |                     |                      |        |                  |             |       |